# Leonardo Fernández (entrenador)
Leonardo Carlos Fernández (Rosario, 16 de marzo de 1972) es un exfutbolista y actual entrenador argentino; desempeñó este cargo en el Club Atlético Rosario Central de la Primera División de Argentina hasta el 28 de abril de 2018, fecha en la cual renunció tras haber sido derrotado por Defensa y Justicia por 3-1.
Actualmente es el director técnico de Colegiales.

## Carrera como futbolista
Jugando como marcador de punta por izquierda, se inició en las divisiones juveniles de Rosario Central, pasando luego por Renato Cesarini hasta llegar a la división reserva de River Plate. En este último club fue entrenado por Alejandro Sabella y compartió plantel con Marcelo Gallardo. En 1994 Daniel Passarella le dio minutos de juego en el primer equipo en un partido amistoso ante Real Madrid, disputado en Mendoza. Finalmente su debut en primera se dio en un club de su ciudad natal, Central Córdoba, en ese mismo año. Luego de dos temporadas en el charrúa pasó a Gimnasia y Tiro de Salta, equipo con el que disputando el Campeonato de Primera B Nacional 1996-97 obtuvo el ascenso a Primera División. Tuvo un efímero retorno a Central Córdoba y pudo jugar en la máxima categoría argentina con el cuadro salteño durante el Torneo Clausura 1998, llegando a disputar tres partidos. Posteriormente pasó por Aldosivi y Tiro Federal de Rosario, para retirarse con 28 años de edad a causa de reiteradas lesiones en una de sus rodillas.

## Carrera como entrenador
Se afincó en Oliveros, distante a unos 55 km de Rosario, donde se desempeñó como empleado de la comuna e inició su carrera como entrenador, dirigiendo en el Club Sportivo Belgrano. En 2009 tomó la conducción de Tiro Federal de Rosario en dupla con Javier Grazziotín en la Primera B Nacional. Luego dirigió entre 2010 y 2011 a Atlético Pujato, en la Liga Casildense de Fútbol. En 2012 comandó a Coronel Aguirre de Villa Gobernador Gálvez en el Torneo del Interior.
Al año siguiente se incorporó a las divisiones juveniles de Rosario Central, haciéndose cargo de la sexta división de AFA con la que ese mismo año se coronó en la Copa Campeonato; en ese plantel contó con Giovani Lo Celso. En 2016 asumió como entrenador de la división reserva; a fines de dicho año debutó en primera división al dirigir interinamente al primer equipo canalla tras la salida de Eduardo Coudet del cargo, ante Belgrano de Córdoba en el Estadio Mario Kempes por la 14.° del Campeonato de Primera División 2016-17, con victoria por 2-0.
Durante 2017 comandó al equipo que Central presentó en el torneo regional oficial de Primera División denominado Copa Santa Fe, que tal como lo había hecho en la edición anterior, el club dispuso jugar con los futbolistas de la reserva. Derrotando a equipos de diversas categorías, logró el título al superar a Atlético de Rafaela en la final. A fines de año volvió a hacerse cargo del primer equipo ante la salida de Paolo Montero. Afrontó tres partidos y logró tres triunfos por 1-0: ante Talleres de Córdoba como visitante, Boca Juniors en condición de local y el clásico frente a Newell's Old Boys también en el Gigante de Arroyito. A partir de estos buenos resultados, fue confirmado por la dirigencia centralista como entrenador titular. El 28 de abril de 2018, renunció tras haber sido derrotado por Defensa y Justicia por 3-1.
En el año 2019 acepta dirigir el primer equipo del club  Sportivo las Parejas y logra sacarlo campeón de la Copa Santa Fe 2019.
A fines de 2021 asumió el cargo de director técnico del Club Atlético Sarmiento (Resistencia), de cara a la temporada 2022 del Torneo Federal A..

## Clubes

### Como futbolista
| Club                        | País      | Año       |
| --------------------------- | --------- | --------- |
| Rosario Central (juveniles) | Argentina | 198?      |
| Renato Cesarini (juveniles) | Argentina | 198?      |
| River Plate (reserva)       | Argentina | 1990-1994 |
| Central Córdoba de Rosario  | Argentina | 1994-1996 |
| Gimnasia y Tiro de Salta    | Argentina | 1996-1997 |
| Central Córdoba de Rosario  | Argentina | 1997      |
| Gimnasia y Tiro de Salta    | Argentina | 1998      |
| Aldosivi                    | Argentina | 1999      |
| Tiro Federal de Rosario     | Argentina | 1999      |

### Como entrenador
| Club                                  | País      | Año           | PJ  | PG  | PE | PP | GF  | GC  | DG  | EF%    |
| ------------------------------------- | --------- | ------------- | --- | --- | -- | -- | --- | --- | --- | ------ |
| Oliveros (juveniles)                  | Argentina | 2000-¿?       | -   | -   | -  | -  | -   | -   | -   | -      |
| Renato Cesarini                       | Argentina | ¿?            | -   | -   | -  | -  | -   | -   | -   | -      |
| Tiro Federal de Rosario               | Argentina | 2009          | -   | -   | -  | -  | -   | -   | -   | -      |
| Atlético Pujato                       | Argentina | 2010-2011     | -   | -   | -  | -  | -   | -   | -   | -      |
| Coronel Aguirre                       | Argentina | 2012          | -   | -   | -  | -  | -   | -   | -   | -      |
| Rosario Central (juveniles y reserva) | Argentina | 2013-2017     | -   | -   | -  | -  | -   | -   | -   | -      |
| Rosario Central (interino)            | Argentina | 2016          | 1   | 1   | 0  | 0  | 2   | 0   | +2  | 100%   |
| Rosario Central                       | Argentina | 2017-2018     | 18  | 8   | 4  | 6  | 23  | 21  | +2  | 51.85% |
| Sportivo Las Parejas                  | Argentina | 2019-2021     | 83  | 31  | 31 | 21 | 101 | 80  | +21 | 49.8%  |
| Sarmiento de Resistencia              | Argentina | 2022-2023     | 46  | 24  | 12 | 10 | 52  | 29  | +23 | 60.87% |
| Colegiales                            | Argentina | 2023-presente | 83  | 39  | 21 | 23 | 90  | 63  | +27 | 55.42% |
| Total                                 | Total     | Total         | 237 | 108 | 69 | 60 | 284 | 198 | +86 | 55.27% |

## Palmarés

### Como futbolista

#### Otros logros
| Título                     | Equipo                   | País      | Año  |
| -------------------------- | ------------------------ | --------- | ---- |
| Ascenso a Primera División | Gimnasia y Tiro de Salta | Argentina | 1997 |

### Como entrenador

#### Torneos nacionales
| Título    | Equipo     | País      | Año  |
| --------- | ---------- | --------- | ---- |
| Primera B | Colegiales | Argentina | 2024 |

#### Torneos regionales
| Título        | Equipo               | Provincia | Año  |
| ------------- | -------------------- | --------- | ---- |
| Copa Santa Fe | Rosario Central      | Santa Fe  | 2017 |
| Copa Santa Fe | Sportivo Las Parejas | Santa Fe  | 2019 |